# Castillo de Bolbaite
Las ruinas del castillo de Bolbaite se levantan sobre el cerro a cuyos pies se extiende la villa de Bolbaite (Valencia), quedando incluido en su trama urbana. Erigido sobre el cortado del río Sellent a su paso por la población, se encarama sobre la villa histórica, haciendo las labores de vigilancia y protección.
Se accede a él por la calle del Castillo, que parte desde la plaza de la Iglesia. El recinto fue construido sobre una primitiva fortaleza islámica en el siglo XVI por la familia Pardo de la Casta, señores del lugar, convirtiéndola en un castillo:  palacio que actuaba como residencia y símbolo de poder del señorío.
Durante la Guerra de Sucesión en 1705, con el enfrentamiento entre "Maulets" y "Botiflers", donde rivalizaban los partidarios del archiduque Carlos de Austria por una parte, y por otra los de Felipe V de Borbón —aquí se recuerdan los desgraciados episodios de la batalla de Almansa y el incendio de la ciudad de Játiva—, el señor de Bolbaite, Don Luis Pardo de la Casta, se decantó por el primero, jurando respetar y defender Els Furs de Valencia. Pero como Valencia se rindió a Felipe V en 1707, la familia Pardo de la Casta huyó a Flandes. 
Sus descendientes, los Fernández de Córdoba, Lanti Della Rovere y Manfredi, dejaron abandonada la edificación a su suerte. Entre los años 1875 y 1896, el edificio fue parcialmente demolido, con el propósito de aprovechar sus maderas y demás materiales.
La edificación ocupa una superficie de 568 m². En la parte norte del recinto principal, se sitúan dos torreones cuadrados. Uno construido en la época cristiana, fabricado en sillería, y otro confeccionado de tapial y mampostería, relativo a la época islámica. 
En el interior del edificio, se pueden observar importantes restos de arquitectura gótica tardía flamígera, así como el majestuoso arte alcanzado en yeserías alrededor de huecos de puertas, ventanas y pasos, que constituyen elementos decorativos de una gran calidad constructiva y artística.
Otro elemento importante a destacar en la decoración del inmueble son las escaleras de caracol labradas en piedra, de características tradicionales, así como la escalera gótica que da entrada al edificio, con magníficos escalones de losa en toda su tramada, que todavía hoy, a pesar del paso de los años, permanece en pie.
A pesar de su estado y del paso de los siglos, su voluminosa y evocadora figura sigue dominando la población.
Declarado Bien de Interés Cultural, actualmente el Ayuntamiento de Bolbaite estudia su recuperación y rehabilitación.
A finales del XIX, el Padre Pedro Sucías relata el siguiente texto relativo al Castillo de Bolbaite: 

«A la derecha de la puerta existe un ancho caminal por el que se sube hasta la casa señorial, cuya entrada está protegida por una muralla de bastante espesor con unas 30 aspilleras para armas de fuego. Entrando dentro del edificio a la parte izquierda de este y a nivel de la muralla había antiguamente una cárcel con pocas comodidades con un banco de obra para cama. A la parte izquierda hay un pozo cegado, todo de sillería sus brocales y de una pieza todos ellos. 

Junto a este pozo y en el piso bajo estaba la capilla u oratorio de los señores de la casa en la que no había más que un solo altar el cual ha desaparecido y frente a este había una pequeña pieza que debía ser la sacristía. 
Todo lo dicho ocupa el patio a su lado izquierdo entrando. Frente a la puerta principal y al lado derecho del patio está la escalera que da acceso a las habitaciones altas, la cual tiene un buen pasamanos de piedra con 20 gradas para subir hecho de sillería con el mejor gusto. 
En el primer piso hay varias salas o departamentos con grandes verjas de hierro y sus ventanas tienen preciosas vistas al río y a la huerta llamada de la Hoya. 
Se sube al segundo piso por una escalera de caracol muy angosta por la que apenas puede pasar un hombre y hay también algunas salas aunque no tan grandes y bonitas como las del piso bajo, pero sobre todo con tan buenas vistas por las ventanas grandísimas que dan al camino de Navarrés y desde la que se domina casi toda la sierra, la otra al río y las otras más pequeñas a la Hoya o huerta que son aquellas habitaciones muy preciosas y convidan a pasar largas horas disfrutando del ambiente y meditar sobre las ruinas de aquel edificio. 

Por escaleras también de caracol se sube al tercer piso, sin duda destinado para morada de la servidumbre. Este edificio lo visitamos como hacemos la reseña en 1875, cuando volvimos a verle en 1896, estaba derruido; la avaricia del hombre había entrado en él y para vender sus maderas y tejas, su dueño mandó asolar el edificio quedando en la última visita que hicimos cuatro paredones que amenazaban ruinas y que cayeron a tierra en las primeras lluvias ¡Qué castigo a estos y al viajero no poder ver el edificio que con tanto gusto hicieron los Condes de Alacuás y señores de este pueblo los Pardos de la Casta!»
Autor

.